# (36933) 2000 SF222
2000 SF222 (asteroide 36933) é um asteroide da cintura principal. Possui uma excentricidade de 0.12185860 e uma inclinação de 13.37727º.
Este asteroide foi descoberto no dia 26 de setembro de 2000 por LINEAR em Socorro.